# 異形豆瓷蟹
異形豆瓷蟹（学名：Pisidia dispar）为瓷蟹科豆瓷蟹屬下的一个种。